# Scottish Open 2001 (Badminton)
Die Scottish Open 2001 im Badminton fanden vom 22. bis zum 25. November 2001 in Glasgow statt.

## Medaillengewinner
| Disziplin    | Gold                          | Silber                       | Bronze                               |
| ------------ | ----------------------------- | ---------------------------- | ------------------------------------ |
| Herreneinzel | Irwansyah                     | Nikhil Kanetkar              | Niels Christian Kaldau               |
| Herreneinzel | Irwansyah                     | Nikhil Kanetkar              | Andrew Dabeka                        |
| Dameneinzel  | Christina Sørensen            | Kelly Morgan                 | Tine Høy                             |
| Dameneinzel  | Christina Sørensen            | Kelly Morgan                 | Katy Brydon                          |
| Herrendoppel | Tommy Sørensen Jesper Thomsen | Mike Beres Kyle Hunter       | Ian Palethorpe Julian Robertson      |
| Herrendoppel | Tommy Sørensen Jesper Thomsen | Mike Beres Kyle Hunter       | Alastair Gatt Craig Robertson        |
| Damendoppel  | Yuan Wemyss Sandra Watt       | Susan Hughes Kirsteen McEwan | Fabienne Baumeyer Cynthia Tuwankotta |
| Damendoppel  | Yuan Wemyss Sandra Watt       | Susan Hughes Kirsteen McEwan | Judith Baumeyer Santi Wibowo         |
| Mixed        | Robert Blair Natalie Munt     | William Milroy Denyse Julien | Mark MacKay Carol Tedman             |
| Mixed        | Robert Blair Natalie Munt     | William Milroy Denyse Julien | Mike Beres Kara Solmundson           |

## Finalergebnisse
| Disziplin    | Sieger                        | Finalist                     | Ergebnis                |
| ------------ | ----------------------------- | ---------------------------- | ----------------------- |
| Herreneinzel | Irwansyah                     | Nikhil Kanetkar              | 7–5, 8–6, 7–2           |
| Dameneinzel  | Christina Sørensen            | Kelly Morgan                 | 6–8, 2–7, 7–5, 8–6, 7–5 |
| Herrendoppel | Tommy Sørensen Jesper Thomsen | Mike Beres Kyle Hunter       | 7–3, 7–0, 7–0           |
| Damendoppel  | Yuan Wemyss Sandra Watt       | Susan Hughes Kirsteen McEwan | 7–4, 7–0, 6–8, 7–0      |
| Mixed        | Robert Blair Natalie Munt     | William Milroy Denyse Julien | 8–6, 7–1, 8–6           |